# بیضه‌بند

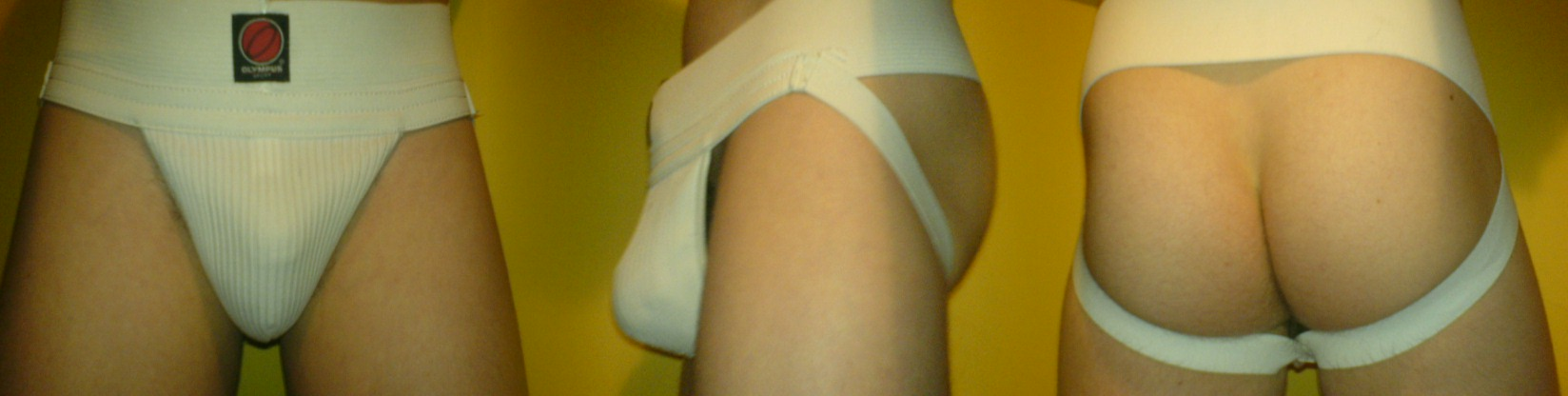
نگاره‌ای از مردی با بیضه‌بند از جلو، بغل و پشت

بیضه‌بند یا جُکسترَپ نوعی لباس زیر است که برای محافظت از دستگاه تولید مثل در مردان و به‌ویژه بیضه‌ها در زمان ورزش یا فعالیت‌های فیزیکی سخت، طراحی شده است. معمولاً در ورزش تکواندو از بیضه‌بند استفاده می‌شود. بیضه‌بند در ایران با نام‌های دیگری از جمله «فتق‌بند» و «خایه‌بند» هم شناخته می‌شود.
گاهی اوقات همجنسگرایان مرد برای جذاب تر به نظر رسیدن بیضه بند می‌پوشند.

## نگارخانه

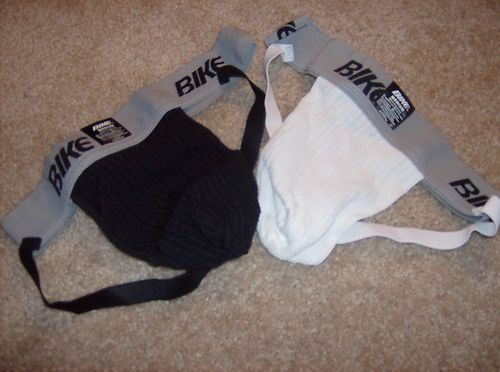
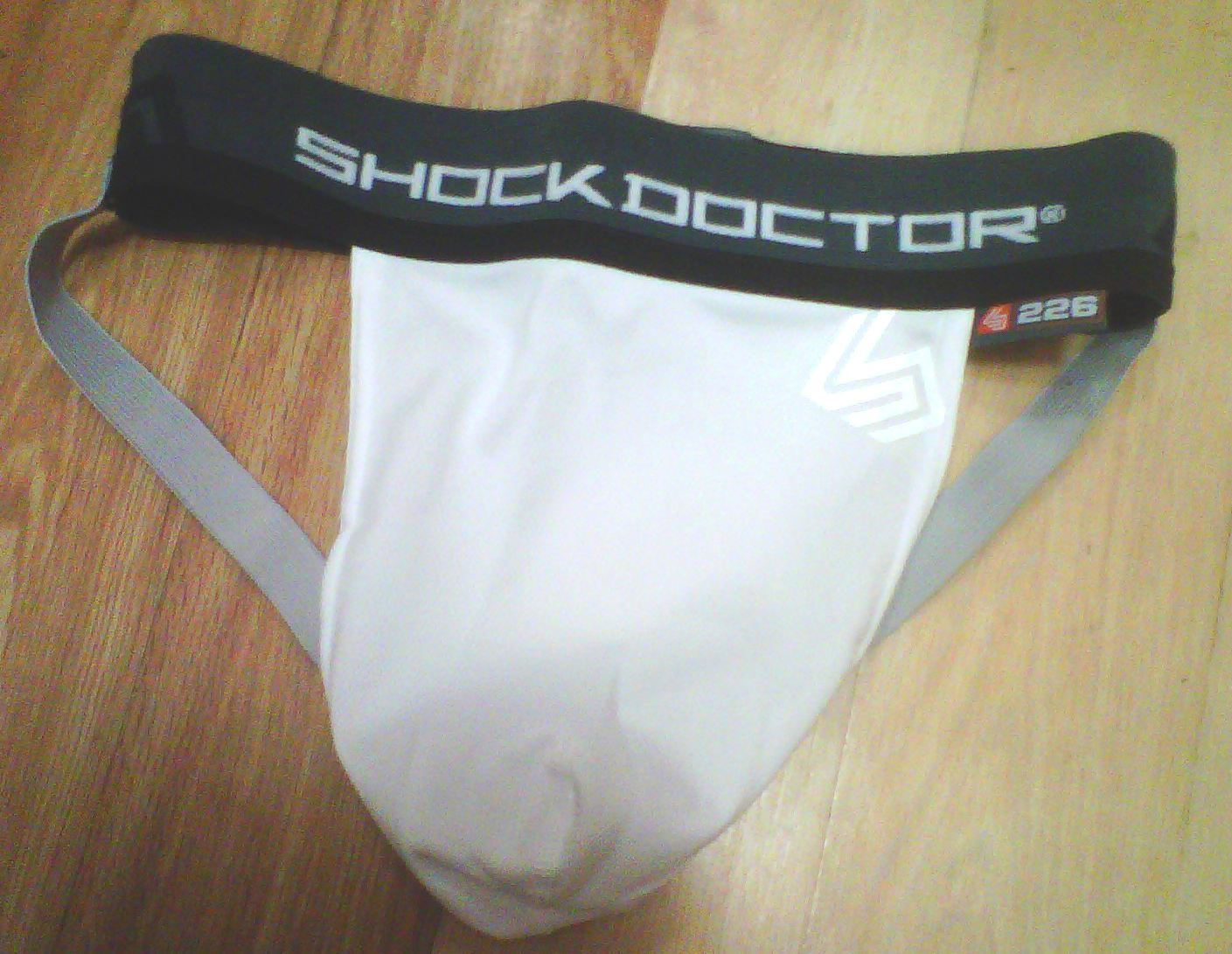
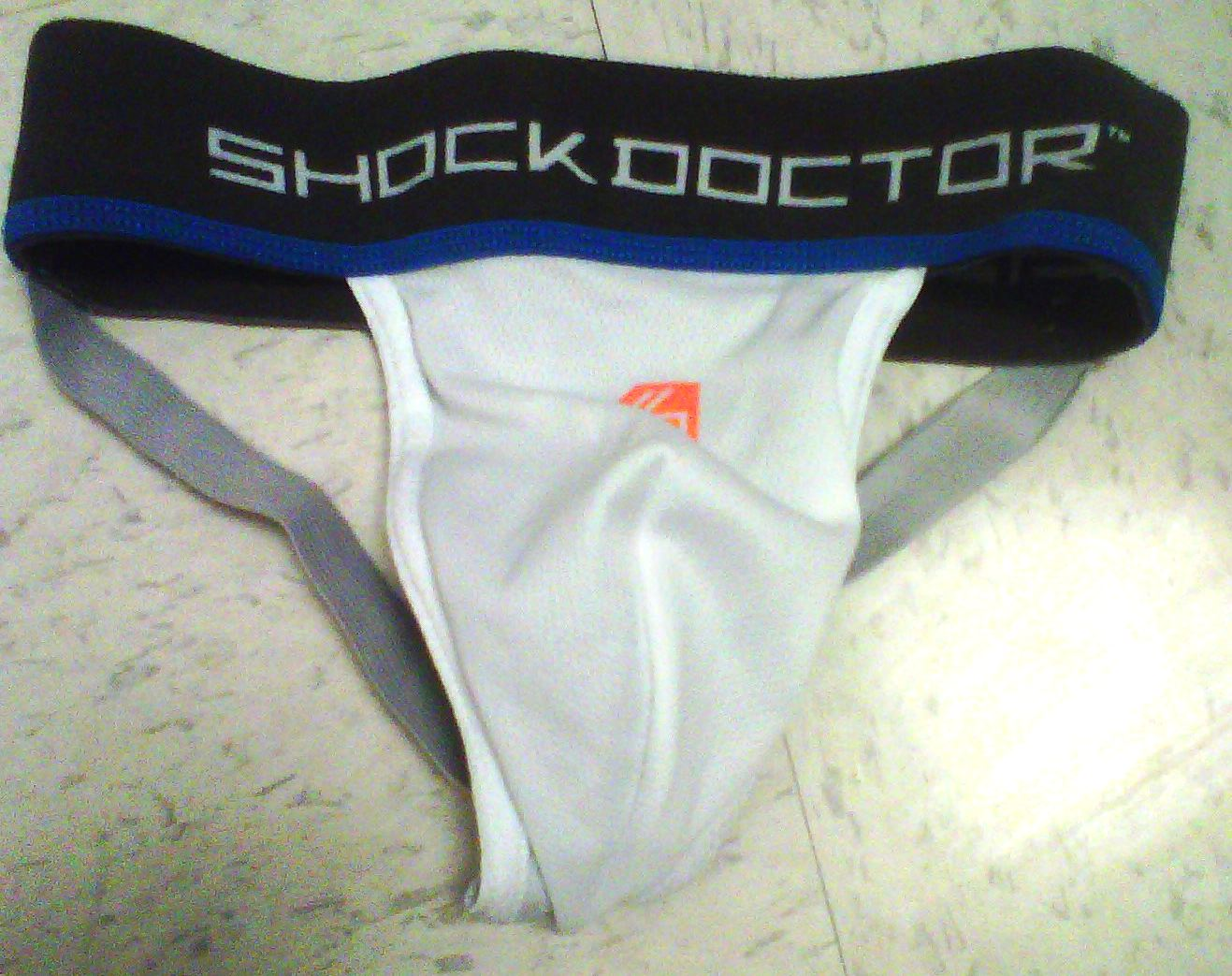
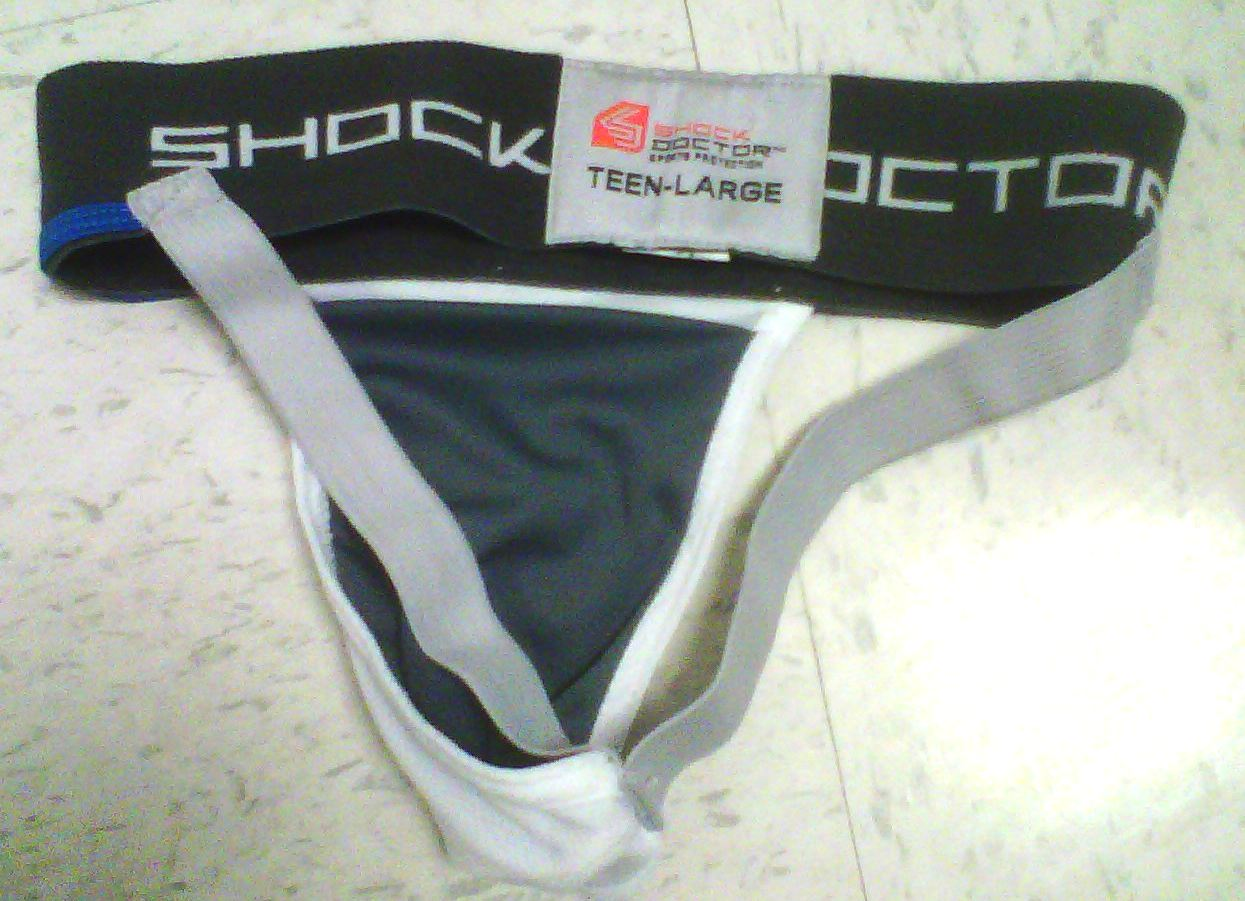